# 托尼·道格拉斯
托尼·伯纳德·道格拉斯（英語：Toney Bernard Douglas，1986年3月16日—），生于美国佛罗里达州坦帕，是一名职业篮球运动员，司职控球后卫。道格拉斯曾为奥本大学校队打球，在奥本大学校队中，道格拉斯司职得分后卫，但在比赛中，他并不能很好的适应这个位置，表现的也有些挣扎。赛季结束后，他转学到佛罗里达州立大学，并转型为控球后卫。大学结束后，道格拉斯参加了2009年NBA选秀，并在第一轮第29位被洛杉矶湖人队选中。

## 早年生活
托尼·道格拉斯出生于美国佛罗里达州坦帕，他幼时曾与父母搬到了琼斯伯勒，并在当地的琼斯伯勒高中就读。在高中三年的生活中，道格拉斯进入了高中校队。二年级时，道格拉斯进入了校队的先发阵容。在这一年中，道格拉斯场均拿到21.5分、6.5个篮板球和4.0个助攻，并在赛季结束后成为了首个获得最佳阵容球员的二年级生。在校队的最后一年，道格拉斯场均获得28.5分、7.5个篮板和4次助攻，并在24场比赛中至少获得20分，在季后赛中，他帮助球队获得了当年的州冠军。

## 大学篮球生涯

### 奥本大学
在道格拉斯高中毕业后，他接受了奥本大学的邀请，进入了奥本大学校队，并在校队中司职得分后卫。大学一年级时道格拉斯就以场均16.9分的成绩成为了校队的得分王。在对阵尼古拉斯州立大学的比赛中，道格拉斯全场拿下38分，这也是校队当季的最高分。赛季结束后，道格拉斯报名参加了当年的NBA选秀，但他并没有雇佣任何经纪人，随后又取消了自己的报名，并决定继续在校队中打球。虽然道格拉斯在奥本大学校队中打出了优异的成绩，但他和他的家人对自己在球队中的位置不太满意。道格拉斯一直希望自己能在场上司职控球后卫，因为他认为自己在控球后卫的位置上可以发挥的更加出色，但他调换位置的申请并没有得到校队的允许，于是道格拉斯决定转学。2005年6月29日，道格拉斯正式进入佛罗里达州立大学，并在校队中司职控球后卫。由于NCAA规定转学的球员不能在当前球季出场比赛，所以道格拉斯直到自己三年级时才开始为校队效力。

### 佛罗里达州立大学
托尼·道格拉斯在为佛罗里达州立大学校队效力初期表现的有些挣扎，因为他并不能很好的适应新队友和新位置，但随着赛季的推进，他的表现慢慢回暖。2007年2月7日，道格拉斯在比赛中右掌骨受伤，这让他被迫休战6场，而校队在这6场比赛中输掉了其中的5场。在伤愈后的第一场比赛中，道格拉斯为校队贡献13分，并在终场前投入了关键三分球，帮助球队打进加时赛并最终赢得了比赛。在2007年全国邀请赛的三场比赛中，道格拉斯场均拿到11.7分和3.7个篮板，球队获得了2胜1败的战绩。在道格拉斯的大三赛季中，他提高了自己的防守功力，在赛季中场均可以贡献2.6次抄截，这样的表现也让他入选了当季最佳防守第三阵容。在2008-09赛季中，道格拉斯以场均获得21.5分的成绩成为了校队内的头号得分手，除得分外，他场均还送出2.9次助攻并拿到3.9个篮板球。在这个赛季他再次获得最佳防守阵容奖，并获得了ACC最佳防守球员奖。

## NBA职业生涯
道格拉斯在大学毕业后参加了2009年NBA选秀，在选秀前，道格拉斯曾在十支不同的球队中试训。在选秀大会上，道格拉斯在第一轮第29位被洛杉矶湖人队选中，这让他成为了继鲍勃·苏拉以来，第一个在第一轮被选中的佛罗里达州立大学后卫。选秀大会当日，湖人队便将道格拉斯交易至纽约尼克斯，换取了一个次轮选秀权和300万美元现金。在当季的NBA夏季联赛中，道格拉斯场均得到7分。在2009-10赛季，道格拉斯成为了尼克斯队的替补控卫；2010年11月4日，他在对阵芝加哥公牛的比赛中得到了生涯最高的30分。2011年3月17日，道格拉斯在对阵孟菲斯灰熊的比赛中全场攻入九枚三分球，平了尼克斯的队史记录。2012年7月11日，尼克斯队将道格拉斯及其他两名球员交易至休斯顿火箭，换取了中锋马库斯·坎比。2013年2月，火箭队将道格拉斯和另两名球员交易至萨克拉门托国王，换取了2012年5号秀托马斯·罗宾逊。

## NBA生涯数据统计

### 常规赛
| 賽季    | 球隊   | GP  | GS | MPG  | FG%  | 3P%  | FT%  | RPG | APG | SPG | BPG | PPG  |
| ------- | ------ | --- | -- | ---- | ---- | ---- | ---- | --- | --- | --- | --- | ---- |
| 2009-10 | 尼克斯 | 56  | 12 | 19.4 | .458 | .389 | .809 | 1.9 | 2.0 | .8  | .0  | 8.6  |
| 2010-11 | 尼克斯 | 81  | 9  | 24.3 | .416 | .373 | .794 | 3.0 | 3.0 | 1.1 | .0  | 10.6 |
| 2011-12 | 尼克斯 | 38  | 9  | 17.3 | .324 | .231 | .846 | 1.9 | 2.0 | 0.8 | .0  | 6.2  |
| 生涯    |        | 175 | 30 | 21.2 | .409 | .353 | .806 | 2.4 | 2.5 | 0.9 | .0  | 9.0  |

### 季后赛
| 賽季 | 球隊   | GP | GS | MPG  | FG%   | 3P%  | FT%   | RPG | APG | SPG | BPG | PPG  |
| ---- | ------ | -- | -- | ---- | ----- | ---- | ----- | --- | --- | --- | --- | ---- |
| 2011 | 尼克斯 | 4  | 3  | 28.0 | .366  | .389 | 1.000 | 3.3 | 2.3 | .5  | .0  | 10.8 |
| 2012 | 尼克斯 | 1  | 0  | 8.0  | 1.000 | .000 | .000  | .0  | 1.0 | .0  | .0  | 2.0  |
| 生涯 |        | 5  | 3  | 24.0 | .381  | .389 | 1.000 | 2.6 | 2.0 | .4  | .0  | 9.0  |

## 外部連結
- 托尼·道格拉斯在fiba.basketball（英语）
- 托尼·道格拉斯在NBA官網（英语）
- 托尼·道格拉斯在歐洲籃球聯賽官網（英语）
- 托尼·道格拉斯在西班牙篮球甲级联赛官網（球員）（西班牙语）
- 托尼·道格拉斯在TBLStat.net（英语）
- 托尼·道格拉斯在Basketball-Reference.com（NBA）（英语）
- 托尼·道格拉斯在Basketball-Reference.com（國際）（英语）
- 托尼·道格拉斯在Sports-Reference.com（NCAA）（英语）
- 托尼·道格拉斯在Eurobasket.com（球員）（英语）
- 托尼·道格拉斯在Proballers（英语）
- 托尼·道格拉斯在RealGM（英语）